# Ibabe Beristain Martínez
Ibabe Beristain Martínez (Portugalete, País Basc, 16 de setembre de 1996) és una dantzari i música basca.
Com dantzari, ha estat guanyadora en diverses ocasions del campionat d'aurreskus de Biscaia (Bizkaiko Aurresku Txapelketa) i també d'altres campionats de danses basques.

## Biografia
Va néixer en Portugalete en 1996. Va estudiar a Asti-Leku Ikastola, on va cursar els estudis d'educació primària, secundària i Batxillerat. Va acabar el Batxillerat amb matrícula d'honor. Posteriorment, va estudiar el grau en medicina en la Universitat del País Basc.
Des de petita es va formar en danses basques i música basca. És membre de l'associació cultural Elai-Alai Kultur Elkartea de Portugalete des de petita. Ha participat en diversos espectacles de danses basques. També ha estat integrant del grup de dansa Ezkaixe Dantzari Taldea.
En els anys 2009, 2010, 2011 i 2012 va ser la guanyadora del campionat d'aurreskus de Biscaia, en la categoria de dones (categoria juvenils). En els anys 2013, 2014, 2015 y 2018 va ser la guanyadora del campionat d'aurreskus de Biscaia, en la categoria de dones (categoria adults). L'any 2015 va ser la guanyadora del campionat, al costat de la seva germana Iholdi Beristain.
En els anys 2011 i 2012 va participar en el campionat de dansa solt d'Euskal Herria (Euskal Herriko dantza suelto txapelketa), juntament amb Oihan Martínez.
A part de les danses basques, Bersintain toca el pandero, el txistu, la guitarra i la alboka. Com a músic ha estat part del grup Zango Dantza. Des de l'any 2022 participa en un esdeveniment musical juntament amb la seva germana Iholdi Bersintain, un monòleg musicalizado sobre el basc i les llengües minoritzades. A més, en el projecte Etzigarriak també canten sobre els joves i el futur del basc i de les llengües minoritzadez.

## Palmarès
- 2009, 2010, 2011 i 2012, guanyadora del campionat d'aurreskus de Biscaia, en la categoria de dones (categoria juvenils).
- 2013, 2014, 2015 i 2018, guanyadora del campionat d'aurreskus de Biscaia, en la categoria de dones (categoria adults).
- 2013 i 2014, guanyadora del campionat d'aurreskus d'Urduña.
- 2012, 2013 i 2016, guanyadora del campionat d'aurreskus d'IIgorre.

## Vida personal
Viu en Portugalete. És germana d'Iholdi Bersintain.